# Mésangeai du Sichuan
Perisoreus internigrans
Espèce
Statut de conservation UICN

 NT C2a(i) : Quasi menacé
Le Mésangeai du Sichuan (Perisoreus internigrans) est une espèce d'oiseaux appartenant à la famille des Corvidae.

## Répartition et habitat
Cet oiseau est endémique du centre de la Chine. Il vit à de hautes altitudes entre 3 000 et 4270 m. On le trouve dans les forêts sèches de conifères (composées principalement d'épicéas) et dans les forêts mixte de sapins et de rhododendrons.